# Нугайбак Асанов
Нугайбак Асанов (баш. Нуғайбәк Әсәнов) — участник Крестьянской войны 1773-1775 годов в Башкортостане, Пугачевский полковник.

## Биография
Нугайбак Асанов (Хасанов) происходил из башкир деревни Чалпы Юрминской волости Казанской даруги.
В 1772 году служил в команде старшины Юрминской волости Биккина Яушева.
15 января 1774 года совместно с Арынгулом Асаевым взял крепость Заинск Казанской губернии. 17 января потерпел поражение от полковника Бибикова и отступил в Нагайбакскую крепость.
В феврале-марте 1774 года совместно с Каранаем Муратовым, Ишкарой Арслановым и В.И. Торновым действовал в районе Бакалинской и Нагайбакской крепостей.
С апреля 1774 года в боевых действиях не участвовал. В 1798 году служил старшиной в 12-м башкирском кантоне.
Нугайбак Асанов был родоначальником башкирского дворянского рода Нугайбаковых. Сыновья Нугайбака Асанова Салташ и Курманкей в 1816 году служили старшинами в 12-м башкирском кантоне, начальником этого Кантона был внук Шахингарей Курманкеевич Нугайбаков и правнук Султангарей.